# Helge Timmerberg

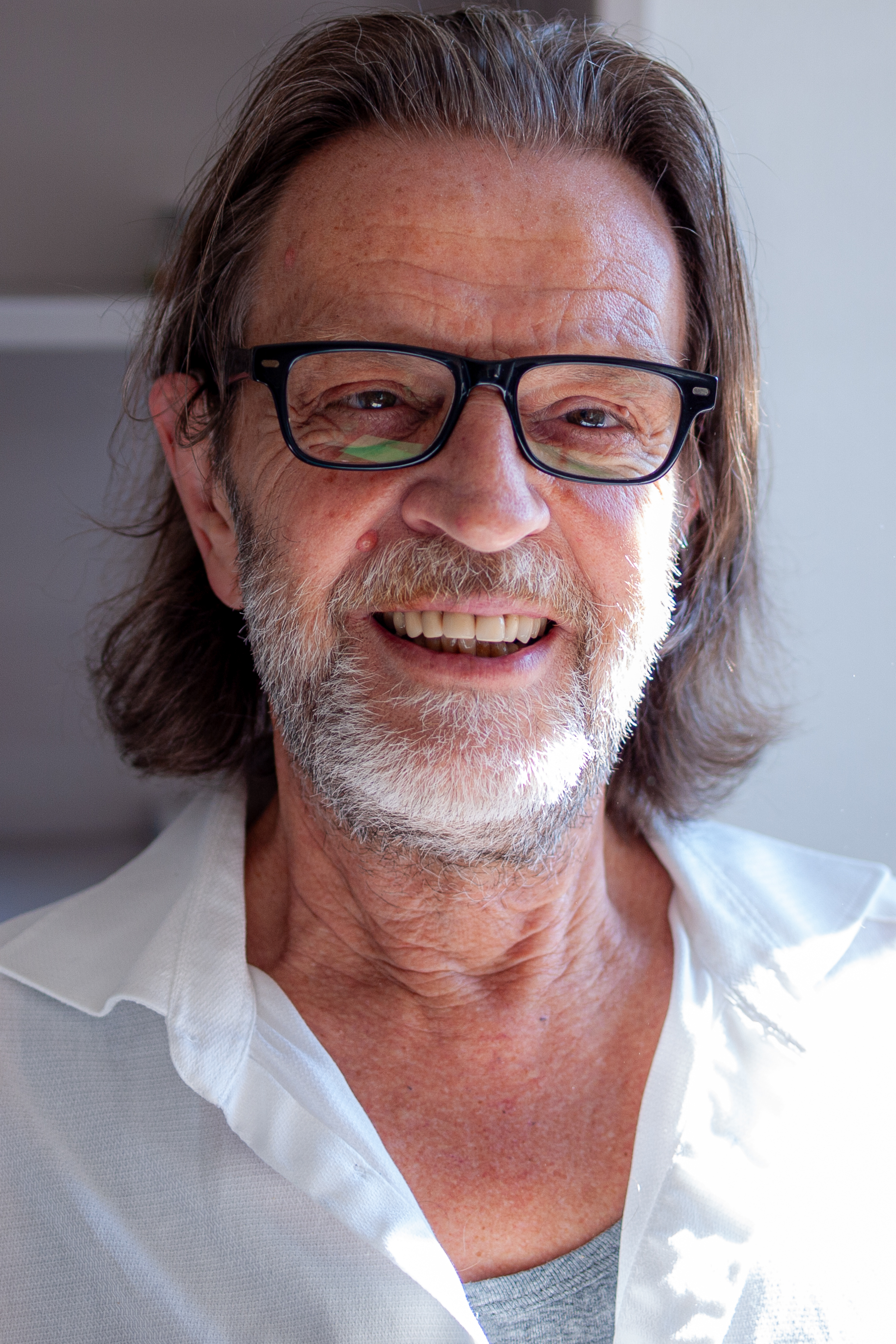
Helge Timmerberg (2019)

Helge Timmerberg (* 13. Februar 1952 in Dorfitter) ist ein deutscher Journalist und Schriftsteller. 

## Leben
Helge Timmerberg wurde als Sohn des Fernfahrers und späteren Finanzrichters Herbert Timmerberg (1926–2013) und einer Kellnerin (1926–2019) im nordhessischen Dorfitter (heute Ortsteil der Gemeinde Vöhl) im Ittertal am Rande des Nationalparks Edersee geboren und wuchs in Bad Oeynhausen auf. Er verließ die Schule mit der Mittleren Reife und begann eine Lehre im Textilgroß- und Außenhandel bei der Katz Textil-Aktiengesellschaft (Katag) in Bielefeld. Anschließend trampte er vier Monate lang nach Indien. Mit 17 Jahren entschied er sich in einem indischen Ashram im Himalaja, Journalist zu werden. Nach eigener Angabe führte eine innere Stimme im Ashram zu seiner Erleuchtung und sagte ihm:

„Geh nach Hause. Und werde Journalist.“

Nach seiner Rückkehr begann er 1972 ein Volontariat bei der Neuen Westfälischen Zeitung in Bielefeld, bei der er später Lokalredakteur wurde. Von der Zeitung wurde er nach Minden versetzt. 1974 eröffnete Helge Timmerberg in Bielefeld das erste vegetarische Restaurant namens „Mandala“. Anschließend arbeitete er bei der Braunschweiger Zeitung und beim Stern. Während seiner Zeit beim Hamburger Stern entdeckte er das Buch Angst und Schrecken in Las Vegas von Hunter S. Thompson für sich, dessen Fakten und Fiktion verschmelzender Gonzo-Journalismus ihn nachhaltig beeindruckte. Anschließend reiste und recherchierte Helge Timmerberg als Journalist für Tempo, Wiener sowie den Playboy und die Bunte, für die er seine wichtigsten Reportagen in subjektiver Erzählweise verfasste. Seinen Schreibtisch verlegte er hierfür in das „Hotel Riviera“ im kubanischen Havanna und hielt nur über Fax Kontakt zum Verlag. Von Bunte-Chefredakteur Franz Josef Wagner wurde er schließlich entlassen und kehrte nach Hamburg zurück.
Timmerbergs Arbeitsstil orientiert sich am Gonzo-Journalismus und dem New Journalism. 2007 trat er eine Weltreise an. Er umrundete innerhalb von 80 Tagen die Welt und folgte dabei ungefähr der Route von Phileas Fogg aus dem Roman Reise um die Erde in 80 Tagen von Jules Verne.
Timmerberg lebt in Wien, Berlin und St. Gallen, zeitweilig wohnte er auch in Marrakesch.

## Werke
- Im Palast der gläsernen Schwäne. Auf Umwegen nach Indien. Illustriert von Mirta Navas. Rowohlt, Reinbek 1985, ISBN 3-499-17528-2 (= Anders reisen grenzenlos). - Neuauflagen mit dem Untertitel Mit dem Fahrrad durch Indiens Süden. Piper, München 2014 und 2016 (Taschenbuch).
- Das Palästinensertuch. In: Georg Diez (Hrsg.): Das war die BRD. Goldmann, München 2001, ISBN 3-442-15153-8, S. 127–132.
- Tiger fressen keine Yogis. Stories von unterwegs. Mit einem Vorwort von Sibylle Berg. Solibro Verlag, Münster 2001, ISBN 3-932927-16-8 (= Solibrooriginär, Band 1).
- Schneekönig. Mein Leben als Drogenboss (mit Ronald Miehling). Rowohlt, Berlin 2003, ISBN 3-87134-473-7.
- Yogi Kashinath. In: Osten. In 26 Geschichten um die Welt. Blumenbar, München 2003, ISBN 3-936738-02-5, S. 297–308.
- Timmerbergs Reise-ABC. Mit 21 Cartoons von Peter Puck. Solibro, Münster 2004, ISBN 3-932927-20-6 (= Timmerbergs ABC, Band 1).
- Timmerbergs Tierleben. Mit Frank Zauritz (Fotos), Vorwort von Heinz Sielmann. Solibro, Münster 2005, ISBN 3-932927-28-1 (= Timmerbergs ABC, Band 2 – Sonderband).
- Shiva Moon. Eine Reise durch Indien. Rowohlt, Berlin 2006, ISBN 3-87134-541-5.
- Das Haus der sprechenden Tiere. Eine Fabel. Rowohlt, Berlin 2007, ISBN 978-3-87134-577-7.
- Timmerbergs Single-ABC / Timmerbergs Beziehungs-ABC. Doppelband, Solibro, Münster 2007, ISBN 978-3-932927-35-5.
- In 80 Tagen um die Welt. Rowohlt, Berlin 2008, ISBN 978-3-87134-593-7.
- Der Jesus vom Sexshop. Stories von unterwegs. Rowohlt, Berlin 2010, ISBN 978-3-87134-636-1.
- African Queen. Ein Abenteuer. Rowohlt, Berlin 2012, ISBN 978-3-87134-683-5; Taschenbuch: Reinbek 2013, ISBN 978-3-499-63026-2.
- Die Märchentante, der Sultan, mein Harem und ich. Malik, München 2014, ISBN 978-3-89029-774-3.
- Die rote Olivetti. Mein ziemlich wildes Leben zwischen Bielefeld, Havanna und dem Himalaja. Piper, München 2016, ISBN 978-3-492-05755-4.
- Die Straßen der Lebenden. Storys von Unterwegs. Piper, München 2017, ISBN 978-3-89029-486-5.
- Meine Seele frühstückt in der Meditation, in: Welt am Sonntag. Nr. 17, 23. April 2017, S. 21.
- Das Mantra gegen die Angst oder Ready for everything. Piper, München 2019, ISBN 978-3-89029-453-7.
- Reinhold Würth: Der Herr der Schrauben, Piper, München 2020, ISBN 978-3-492-07003-4.
- Lecko mio: siebzig werden. Piper, München 2022, ISBN 978-3-492-05823-0.
- Joint adventure: eine Reise in die Welt des Cannabis. Piper, München 2023, ISBN 978-3-492-07199-4.
- Einer kriegt sie alle: Von London bis Nizza: Ein Wiener Zielfahnder auf Verbrecherjagd. ecoWing, Salzburg 2024, ISBN 978-3-7110-0357-7.
- Bon Voyage. Mit Papas Benz bis nach Marokko. Piper, München 2025, ISBN 978-3-89029-592-3.

## Zitat
„Ich hab’ festgestellt, dass die besten Geschichten immer hinter der Angst lagen. Wenn ich Angst vor Aids in Afrika Mitte der 80er Jahre oder vor der Pest in Indien Mitte der 90er Jahre verspürte, solche Themen meinetwegen. Dann hatte ich vorher unheimlich viel Angst, dahin zu fahren. Wenn ich Angst spüre, dann weiß ich: Hey, geh durch, dahinter wird’s geil.“